# Scioglyptis violescens
Scioglyptis violescens là một loài bướm đêm trong họ Geometridae.